# ناویالرموه
ناویالرموه (به آلمانی: Hamburg-Neuallermöhe) یک منطقهٔ مسکونی در آلمان است که در برگدورف واقع شده‌است. ناویالرموه ۲۳٬۷۱۵ نفر جمعیت دارد.